# Велс Ривер (Вермонт)
Велс Ривер (енгл. Wells River) град је у америчкој савезној држави Вермонт.

## Демографија
По попису из 2010. године број становника је 399, што је 74 (22,8%) становника више него 2000. године.
| Група             | 2000.       | 2010.       |
| Белци             | 324 (99,7%) | 361 (90,5%) |
| Афроамериканци    | 1 (0,3%)    | 1 (0,3%)    |
| Азијати           | 0 (0,0%)    | 12 (3,0%)   |
| Хиспаноамериканци | 0 (0,0%)    | 9 (2,3%)    |
| Укупно            | 325         | 399         |